# Wiromartan
Wiromartan is een bestuurslaag in het regentschap Kebumen van de provincie Midden-Java, Indonesië. Wiromartan telt 1600 inwoners (volkstelling 2010).